# Anthelia fallax
Anthelia fallax är en korallart som beskrevs av Hjalmar Broch 1912. Anthelia fallax ingår i släktet Anthelia och familjen Xeniidae. Inga underarter finns listade i Catalogue of Life.